# 岛之宫殿
岛之宫殿（Jag Mandir）位于印度拉贾斯坦邦乌代布尔皮丘拉湖中的一个小岛上，由当地土王始建于1551年，完成于17世纪。王室使用此处避暑和休闲。
岛之宫殿曾出现在1983年詹姆斯·邦德电影《八爪女》中。

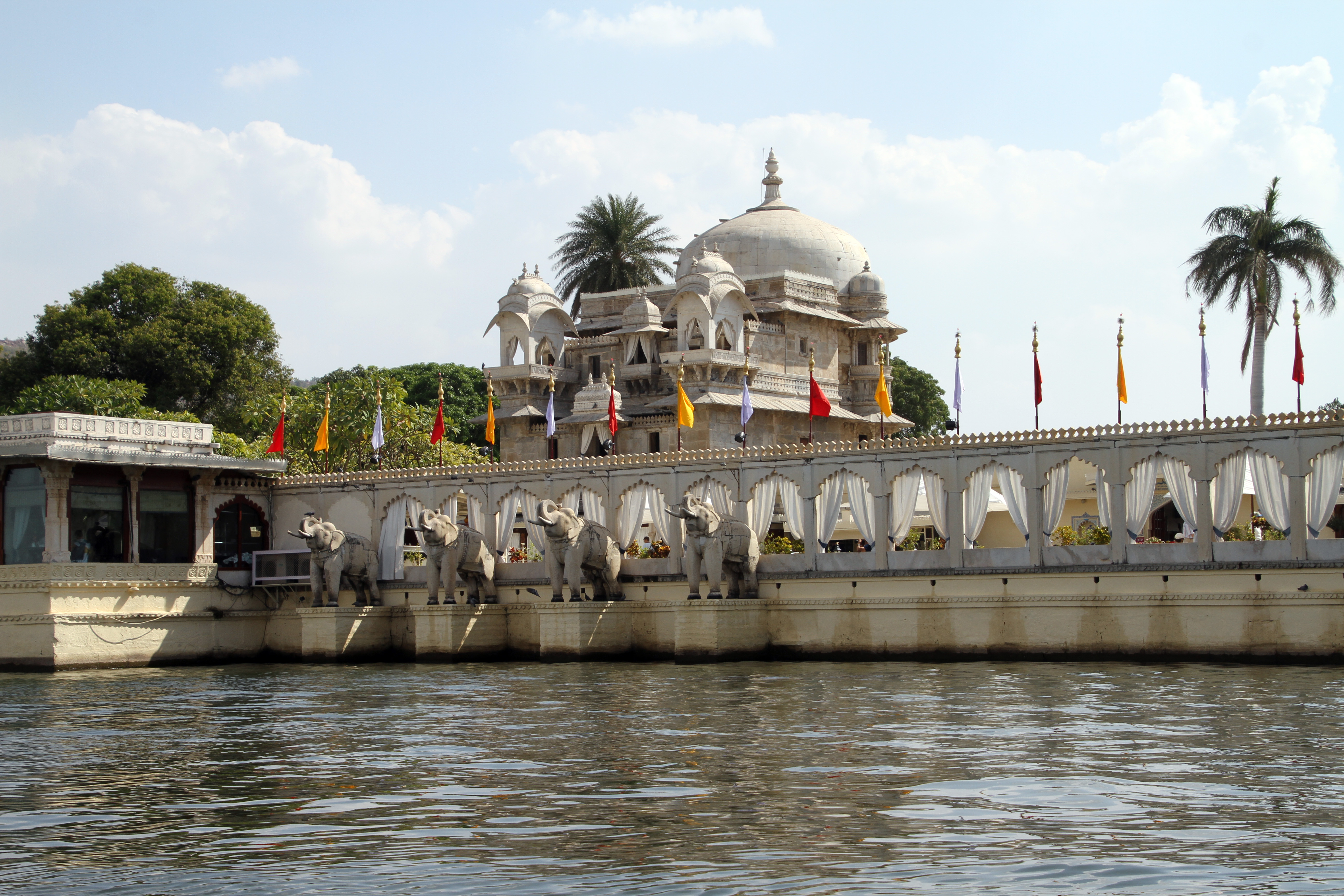
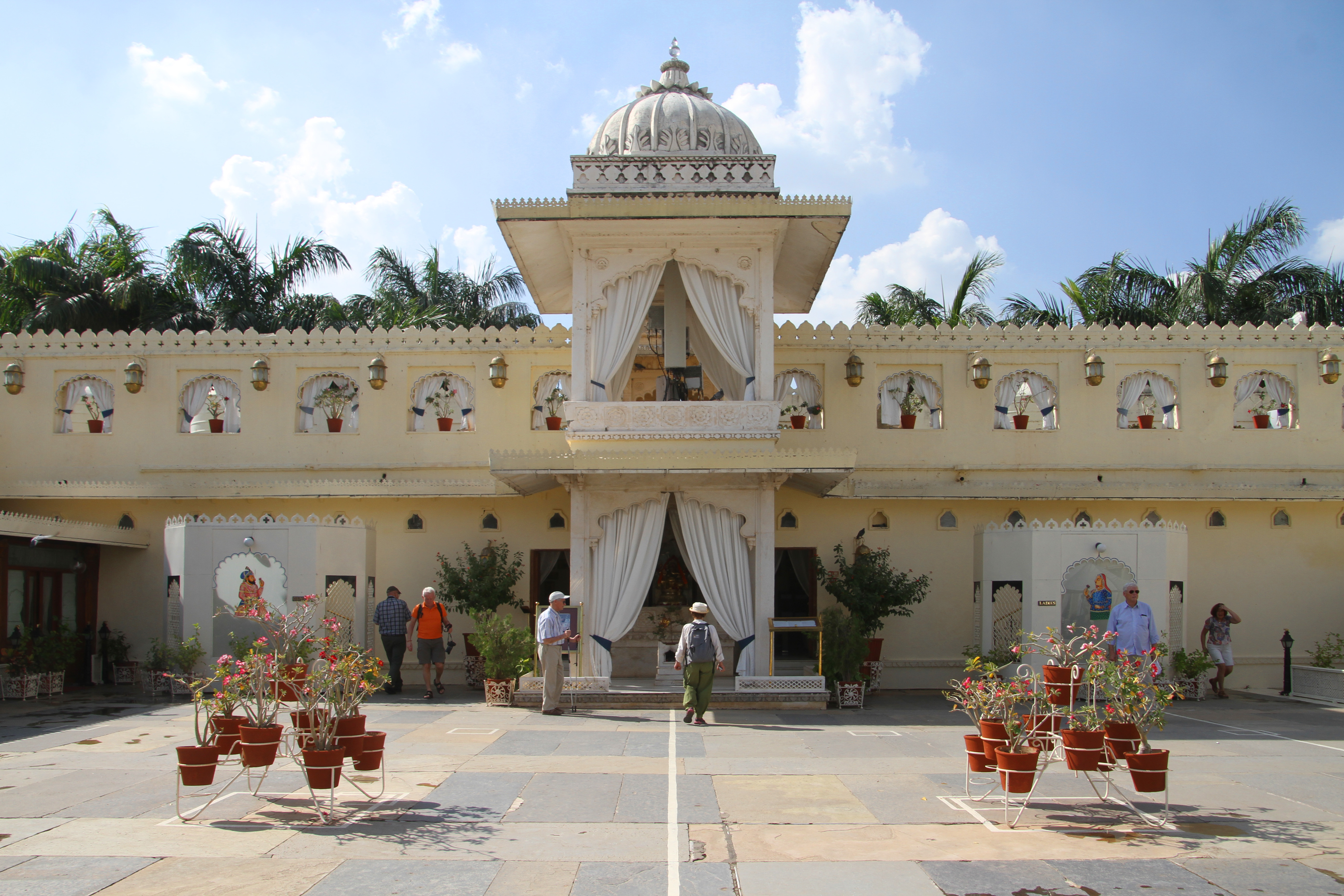
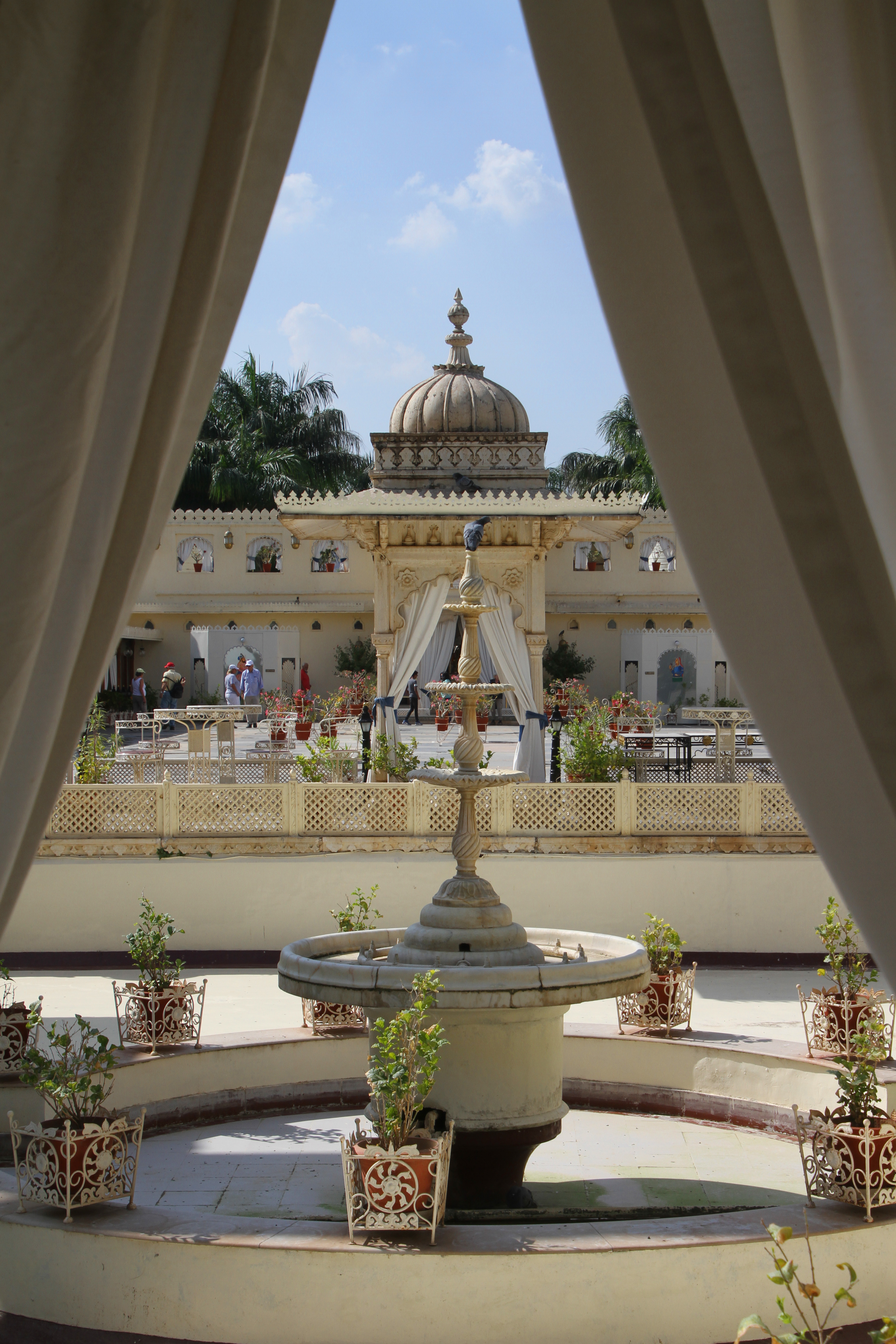
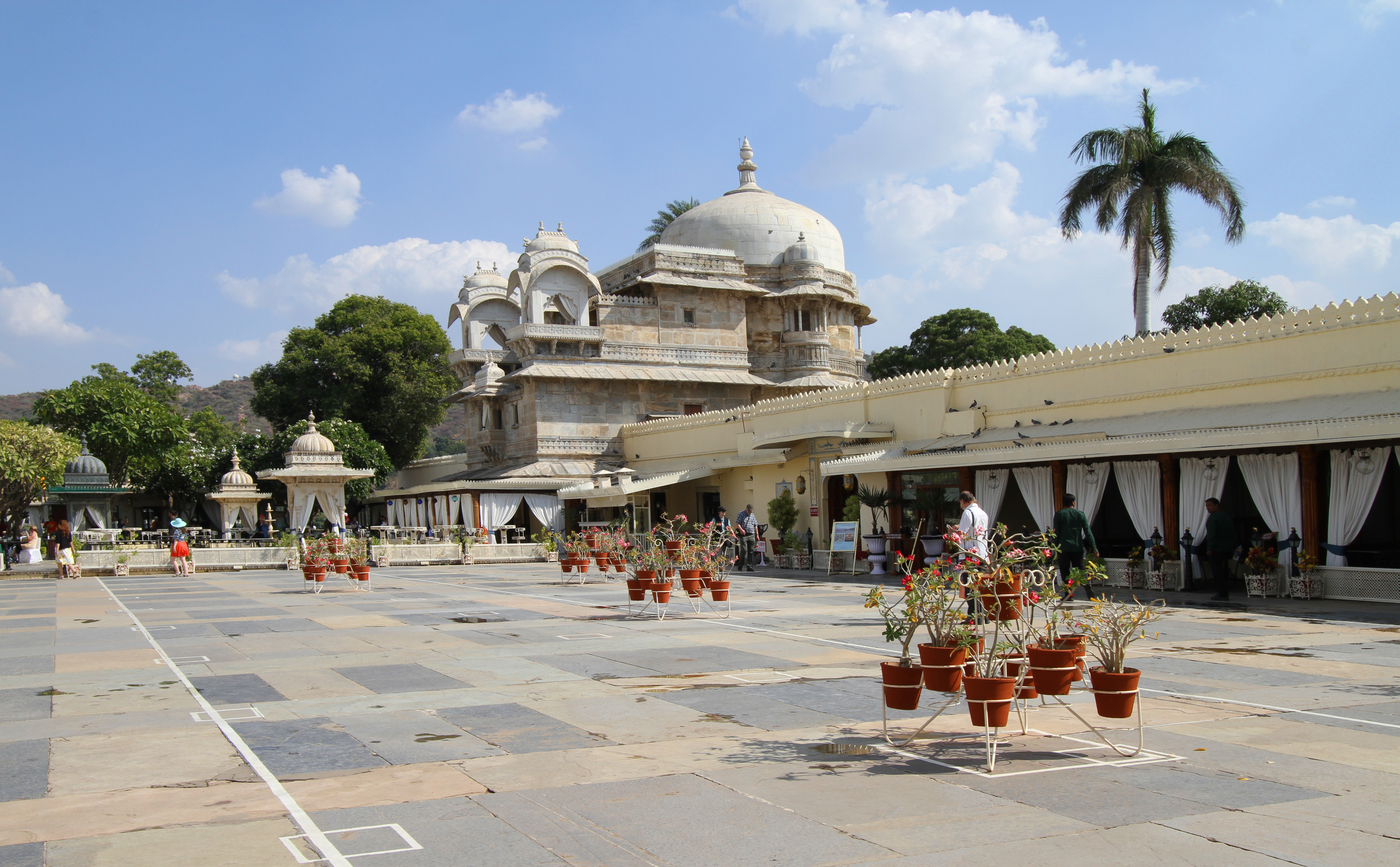
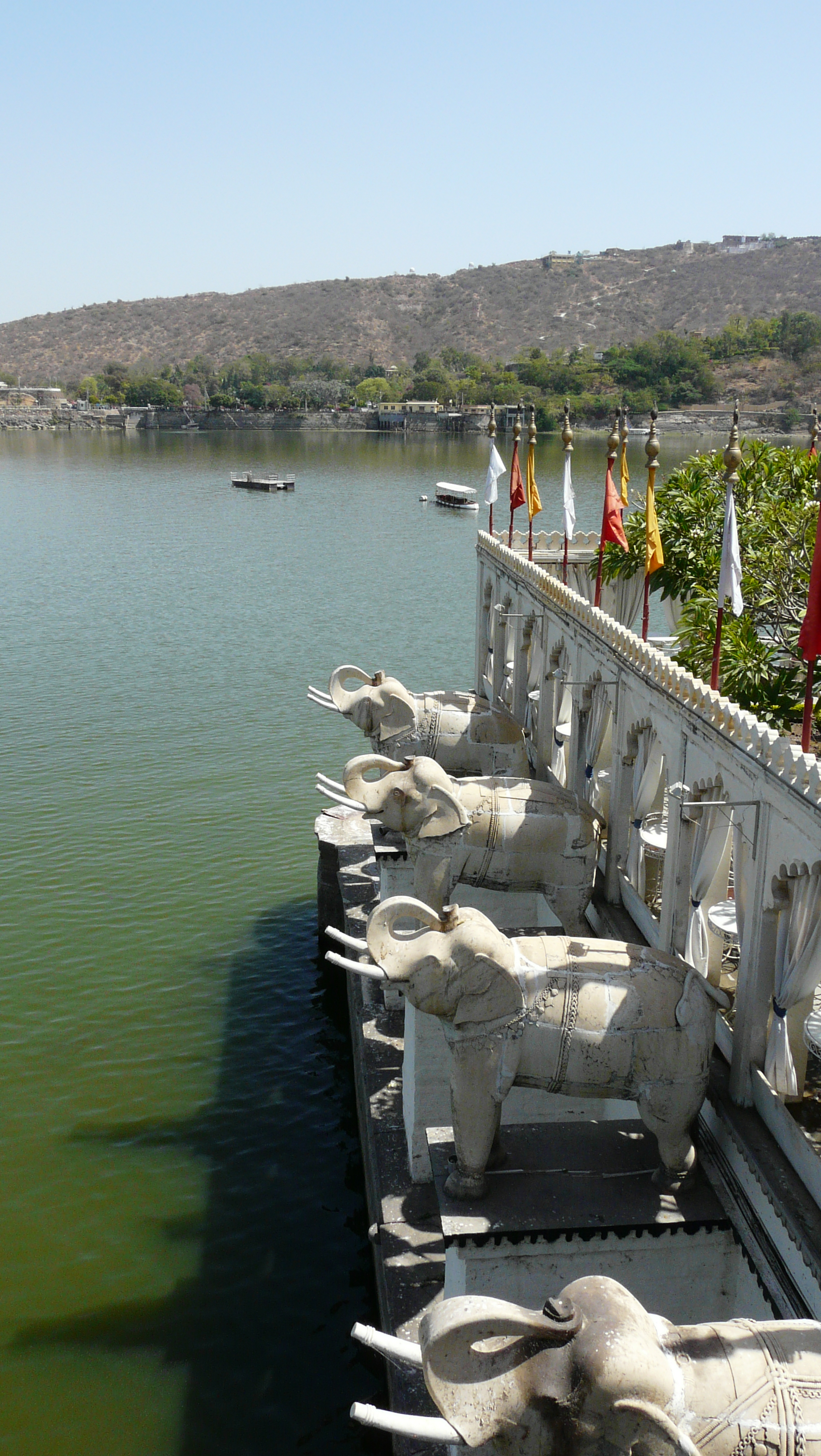